# Ponta do Sol
Ponta do Sol – miasto w Republice Zielonego Przylądka; na wyspie Santo Antão. W mieście znajdują się m.in. port, nieczynne lotnisko, kościół katolicki, cmentarz żydowski.